# Royal Academy of Dramatic Art
A Royal Academy of Dramatic Art (RADA, Real Academia de Arte Dramática) é uma escola de arte dramática inglesa, fundada em 1904 por Sir Herbert Beerbohm Tree, sendo uma das mais antigas dessa área no Reino Unido.
Seus diplomas mais elevados são validados pela King's College de Londres. O seu diretor atual é Edward Kemp. O presidente é Sir Kenneth Branagh, que sucedeu Richard Attenborough após sua morte, o presidente do conselho é Sir Stephen Waley-Cohen. A patrona é a Rainha Elizabeth II.
Nas instalações da RADA existem cinco teatros e um cinema, a sede fica em Gower Street e existe um segundo edifício em Chenies Street. Além dos teatros e do cinema, a RADA possui ainda uma biblioteca com mais de 40 000 livros sobre vários temas, tais como guarda-roupa, cinema, crítica, belas-artes, poesia, história social, cenografia, técnicas de teatro, história do teatro, guiões e ainda cerca de 12 000 peças de teatro. Além disto, possui uma oficina de arte, uma sala de guarda-roupa, estúdios de dança e luta, estúdios de design, oficinas de trabalhos em madeira e metal, um estúdio de gravação, salas de ensaio e um bar exclusivo para estudantes e funcionários da RADA.
Todos os anos a RADA aceita 28 novos estudantes para o seu curso de 3 anos em representação. Os alunos são selecionados através de uma audição. Além da representação, a RADA possui ainda cursos de mais curta duração em técnicas e direção teatral e formações em produção teatral, guarda-roupa, cenografia, construção de cenários e design elétrico e iluminação teatral. Oferece ainda um mestrado em Estudos de Guião e Representação em conjunto com a Birkbeck College da Universidade de Londres.

## Antigos alunos
Alguns dos atores mais conhecidos que estudaram na Royal Academy of Dramatic Art incluem:
- Phoebe Waller-Bridge
- Sian Clifford
- David Harewood
- Taron Egerton
- Gemma Arterton
- Hannah Arterton
- Richard Attenborough
- Alan Bates
- Sean Bean
- Kenneth Branagh
- Tom Burke
- Tom Courtenay
- Tom Hiddleston
- Timothy Dalton
- Brian Epstein
- Denholm Elliott
- Ralph Fiennes
- Albert Finney
- Michael Gambon
- John Gielgud
- Brendan Gleeson
- Maggie Gyllenhaal
- Ioan Gruffudd
- Edward Hardwicke
- Anthony Hopkins
- Trevor Howard
- John Hurt
- Gemma Jones
- Vivien Leigh
- Matthew Macfadyen
- James Manos, Jr.
- Janet McTeer
- Roger Moore
- Peter O'Toole
- Clive Owen
- Jonathan Pryce
- Claude Rains
- Alan Rickman
- Diana Rigg
- Omar Sharif
- Liev Schreiber
- Michael Sheen
- Timothy Spall
- Ben Whishaw
- Susannah York
- Frank Dillane